# Tournoi des 6 Stations
Le Tournoi des 6 Stations est un tournoi de rugby à sept sur neige damée qui se déroule chaque année de 2013 à 2018. En 2017, une édition estivale est créée, elle oppose 6 stations balnéaires dans un tournoi de rugby à sept sur un terrain flottant sur l'eau.

## Historique

### Tournoi des 6 Stations Hiver

Logo de l'édition hivernale jusqu'en 2018.

Fondé par l'ancien international de rugby à XV Yann Delaigue en 2013, le tournoi des 6 Stations oppose six équipes représentant six stations de sports d'hiver de Savoie et de Haute-Savoie.
En 2018 les 6 stations seront : Val Thorens, Les Menuires, Valmorel, La Clusaz, Châtel et Megève, du 12 au 18 février. Les équipes sont composées d'anciens professionnels et d'amateurs et les matches durent deux fois huit minutes sur un terrain enneigé de 50 m sur 40 m,,,.
Le tournoi se déroule pendant la semaine de repos du tournoi des six nations , pendant les vacances scolaires d'hiver,. Une journée de tournoi est organisée dans chaque station participante.
En 2017, le tournoi se termine le dimanche 19 février à Châtel et c'est l'équipe de Châtel, menée par Christophe Dominici, qui remporte le tournoi en battant en finale celle des Contamines, mettant fin à la domination des Menuires.
Après le désistement du partenaire majeur historique Orangina et à l’incapacité de trouver le budget nécessaire à la réalisation du Tournoi des 6 Stations Hiver 2019, les organisateurs décident d'annuler l'édition hivernale en 2019,.

#### Stations participantes
| Stations                 | Édition | Édition | Édition | Édition | Édition | Édition |
| Stations                 | 2013    | 2014    | 2015    | 2016    | 2017    | 2018    |
| ------------------------ | ------- | ------- | ------- | ------- | ------- | ------- |
| La Clusaz                |         |         |         |         |         | V       |
| Les Menuires             | V       | V       | V       | V       |         |         |
| Valmorel                 |         |         |         |         |         |         |
| Val Thorens              |         |         |         |         |         |         |
| Saint-Gervais-Mont-Blanc |         |         |         |         |         |         |
| La Plagne                |         |         |         |         |         |         |
| Méribel                  |         |         |         |         |         |         |
| Morillon                 |         |         |         |         |         |         |
| Châtel                   |         |         |         |         | V       |         |
| Les Contamines           |         |         |         |         |         |         |
| Megève                   |         |         |         |         |         |         |

### Tournoi des 6 Stations Été

Logo de l'édition estivale jusqu'en 2018.

En 2017, les organisateurs du Tournoi des 6 Stations créent une édition estivale qui oppose six équipes représentant six stations balnèaires d'Occitanie : Sète, Palavas-les-Flots, Marseillan, Valras-Plage, Gruissan et Port-Barcarès. De la même manière, une journée de tournoi est organisée dans chaque station participante. Les équipes sont également composées d'anciens professionnels et d'amateurs de la région et les matches durent deux fois dix minutes sur un terrain flottant sur l'eau de 40m de long et 35m de large et recouvert de pelouse synthétique. Le terrain ne comprend ni de touche, ni de zone d'en but : l’eau est la seule limite. Il faut donc plonger pour marquer.
À la suite de l'annulation de la mairie de Palavas-les-Flots, la barge-terrain reste le 18 juillet à Sète pour une seconde journée consécutive. La troisième étape, à Marseillan, se joue sur le sable car la mer est trop agitée pour jouer sur la barge flottante.
En 2018, la seconde édition du Tournoi des 6 Stations se déroulera du 17 au 22 juillet à Saint-Cyprien, Port-Barcarès, Gruissan, Valras-Plage, Sète et Agde.
En 2019, le Tournoi des 6 Stations Été est remplacé par un évènement nommé WateRugby. Il prend la forme d'un tournoi de rugby, toujours sur terrain flottant, qui se déroule du 13 au 15 septembre sur la Garonne aux bords du quai de la Daurade à Toulouse.

#### Stations participantes
| Stations          | Édition | Édition |
| Stations          | 2017    | 2018    |
| ----------------- | ------- | ------- |
| Gruissan          | V       |         |
| Port-Barcarès     |         |         |
| Sète              |         |         |
| Valras-Plage      |         | V       |
| Marseillan        |         |         |
| Palavas-les-Flots |         |         |
| Agde              |         |         |
| Saint-Cyprien     |         |         |

## Les éditions successives

### Édition 2013
| Classement | Station                  | Joueurs                                |
| 1          | Les Menuires             | Marc Lièvremont et Thomas Lièvremont   |
|            | La Clusaz                | Christian Califano et Franck Comba     |
|            | La Plagne                | Émile Ntamack et Francis Ntamack       |
|            | Saint-Gervais-Mont-Blanc | Christophe Dominici et Christophe Moni |
|            | Valmorel                 | Olivier Magne et Richard Dourthe       |
|            | Val Thorens              | Serge Betsen et Aubin Hueber           |

### Édition 2014
| Classement | Station                  | Joueurs                                                                         |
| 1          | Les Menuires             | Marc Lièvremont, Thomas Lièvremont, Mathieu Lièvremont et Jean-Christophe Repon |
|            | La Clusaz                | Christian Califano, Franck Comba, Christian Labit et Philippe Bernat-Salles     |
|            | Méribel                  | Christophe Dominici, Christophe Moni, Colin Charvis et Thierry Louvet           |
|            | Saint-Gervais-Mont-Blanc | Sylvain Marconnet, Aubin Hueber, Nicolas Laharrague et Jérôme Thion             |
|            | Valmorel                 | Émile Ntamack, Francis Ntamack, Cédric Desbrosse et Trevor Brennan              |
|            | Val Thorens              | Serge Betsen, Brian Liebenberg, Phil Greening et Olivier Magne                  |

### Édition 2015
| Classement | Station                  | Joueurs                                                                          |
| 1          | Les Menuires             | Marc Lièvremont, Mathieu Lièvremont, Clément Lièvremont et Jean-Christophe Repon |
|            | La Clusaz                | Frédéric Benazech, Cédric Desbrosse, Thierry Devergie et Francis Ntamack         |
|            | Morillon                 | Colin Charvis, Lionel Faure, Brian Liebenberg et Christian Califano              |
|            | Saint-Gervais-Mont-Blanc | Iain Balshaw, Laurent Leflamand, Olivier Magne et Benjamin Boyet                 |
|            | Valmorel                 | Christophe Dominici, Julien Laharrague, Thierry Louvet et Christophe Moni        |
|            | Val Thorens              | Serge Betsen, Simon Shaw, Yann Delaigue et Raphaël Saint-André                   |

### Édition 2016
| Classement | Station                  | Joueurs                                                                    |
| 1          | Les Menuires             | Marc Lièvremont, Mathieu Lièvremont, Lionel Faure et Jean-Christophe Repon |
| 2          | Val Thorens              | Serge Betsen, Simon Shaw, Iain Balshaw et Yann Delaigue                    |
| 3          | La Clusaz                | Colin Charvis, Francis Ntamack, Cédric Desbrosse et Lee Byrne              |
| 4          | Valmorel                 | Rémy Martin, Pierre Bondouy, Byron Kelleher et Olivier Magne               |
| 5          | Morillon                 | Julien Laharrague, Brian Liebenberg, Christian Califano et Christian Labit |
| 6          | Saint-Gervais-Mont-Blanc | Christophe Dominici, Thierry Louvet, Christophe Moni et Franck Comba       |

### Édition Hiver 2017
| Classement | Station        | Joueurs                                                                                             |
| 1          | Châtel         | Christophe Dominici, Lionel Faure, Iain Balshaw, Olly Barkley et Thierry Louvet                     |
| 2          | Les Contamines | Jérôme Thion, Damien Traille, Marc de Rougemont, Christophe Moni et Frédéric Benazech               |
| 3          | Valmorel       | Yann Delaigue, Rémy Martin, Francis Ntamack, Cédric Desbrosse et Pierre Bondouy                     |
| 4          | La Clusaz      | Olivier Magne, Mike Tindall, Simon Shaw, Franck Comba et Laurent Leflamand                          |
| 5          | Les Menuires   | Dimitri Yachvili, Imanol Harinordoquy, Brian Liebenberg, Jean-Baptiste Gobelet et Patrice Teisseire |
| 6          | Val Thorens    | Serge Betsen, Colin Charvis, Lee Mears, Jean-Christophe Repon et Jacques Boussuge                   |

### Édition Été 2017
| Classement | Station           | Joueurs                                                                            |
| 1          | Gruissan          | Émile Ntamack, Francis Ntamack, Pierre Bondouy et Richard Dourthe                  |
| 2          | Sète              | Christophe Dominici, Brian Liebenberg, Jean-Baptiste Gobelet et Yann Delaigue      |
| 3          | Palavas-les-Flots | Serge Betsen, Dimitri Yachvili, Lionel Faure et Jacques Boussuge                   |
| 4          | Marseillan        | Thierry Louvet, Jean-Baptiste Élissalde, Cédric Desbrosse et Jean-Christophe Repon |
| 5          | Port-Barcarès     | Julien Candelon, Jérôme Porical, Nicolas Durand et David Marty                     |
| 6          | Valras-Plage      | Iain Balshaw, Rémy Martin, Franck Tournaire et Julien Laharrague                   |

### Édition Hiver 2018

#### Joueurs
| Station      | Joueurs                                                                                  |
| Châtel       | Christophe Dominici, Lionel Faure, Franck Comba, Jean-Baptiste Gobelet et Thierry Louvet |
| La Clusaz    | Olivier Magne, Francis Ntamack, Cédric Desbrosse, Jean-Christophe Repon et Rory Lawson   |
| Les Menuires | Imanol Harinordoquy, Frédéric Benazech, Damien Traille, Jamie Cudmore et Hitoshi Ono     |
| Megève       | Dimitri Yachvili, Iain Balshaw, Mike Tindall, Christian Califano et Takuro Miuchi        |
| Valmorel     | Rémy Martin, Simon Shaw, Pierre Bondouy, Laurent Leflamand et Julien Peyrelongue         |
| Val Thorens  | Serge Betsen, Jérôme Thion, Lee Mears, Patrice Teisseire et Jacques Boussuge             |

#### Classement avant les finales
| Classement | Station      | Points |
| 1          | Val Thorens  | 15     |
| 2          | La Clusaz    | 12     |
| 3          | Les Menuires | 9      |
| 4          | Valmorel     | 3      |
| 5          | Châtel (T)   | 3      |
| 6          | Megève       | 3      |

|  | Vainqueur du tournoi. |
|  | T : tenant du titre.  |

#### Résultats
Première journée à Val Thorens
- Les Menuires 24 - 21 Megève
- Châtel 14 - 10 Valmorel
- Val Thorens 24 - 10 La Clusaz

Deuxième journée aux Menuires
- Val Thorens 17 - 14 Valmorel
- La Clusaz 26 - 21 Megève
- Les Menuires 33 - 26 Châtel

Troisième journée à Valmorel
- Val Thorens 14 - 10 Châtel
- La Clusaz 28 - 12 Les Menuires
- Valmorel 59 - 19 Megève

Quatrième journée à La Clusaz
- Les Menuires 26 - 19 Valmorel
- Val Thorens 17 - 14 Megève
- La Clusaz 26 - 19 Châtel

Cinquième journée à Châtel
- La Clusaz 42 - 5 Valmorel
- Val Thorens 34 - 5 Les Menuires
- Megève 28 - 22 Châtel

Finales à Megève
- Châtel 22 - 21 Megève
- Les Menuires 15 - 14 Valmorel
- La Clusaz 22 - 5 Val Thorens

### Édition Été 2018

#### Joueurs
| Station       | Joueurs                                                                   |
| Agde          | Philippe Carbonneau, Cédric Desbrosse, Grégory Lamboley et Thierry Louvet |
| Gruissan      | Pierre Bondouy, Florian Fritz, Émile Ntamack et Francis Ntamack           |
| Port-Barcarès | Aubin Hueber, Christian Labit, Thomas Lièvremont et Raphaël Poulain       |
| Saint-Cyprien | Serge Betsen, Fabrice Estebanez, Cédric Heymans et Dimitri Yachvili       |
| Sète          | Brian Liebenberg, Lionel Faure, Yann Delaigue et Jean-Christophe Repon    |
| Valras-Plage  | Abder Agueb, Vincent Clerc, Patrice Teisseire et Franck Tournaire         |

#### Classement avant les finales
| Classement | Station       | Points |
| 1          | Valras-Plage  | 12     |
| 2          | Sète          | 9      |
| 3          | Gruissan (T)  | 9      |
| 4          | Agde          | 9      |
| 5          | Port-Barcarès | 6      |
| 6          | Saint-Cyprien | 0      |

|  | Vainqueur du tournoi. |
|  | T : tenant du titre.  |

Valras-Plage s'impose en finale contre Sète.